# 阿姆斯特朗45倍徑203.2公釐速射炮
阿姆斯特朗45倍徑203.2公釐速射炮是一個8 英寸 45 倍徑海軍火砲的系列，由埃爾斯威克軍械公司設計並由阿姆斯壯-惠特沃斯於1895年製造。此系列曾在美西戰爭、庚子拳亂、日俄戰爭、義土戰爭、第一次世界大戰、第二次世界大戰中現身。

## 性能與用途
阿姆斯特朗203.2公釐速射炮系列起源於1894年的埃爾斯威克軍械公司設計的Q 型炮（原型），該系列於1895年開始生產，由阿姆斯壯-惠特沃斯製造S, U, W型（量產型），並屬於一個出口導向的軍武，客戶為智利、阿根廷、中國、義大利、日本和西班牙。相較於以往的型號（如：8英吋40倍徑速射炮），該系列的炮管皆延長到45倍徑，且射速也大幅提升 。
本系列常為防護、裝甲巡洋艦的主炮，或是安裝在前無畏艦，當作副炮使用 。一段時間過後，安裝該炮的艦船老舊、毀損了，便把他從船上拆除，於是衍生出其他的用途；像是安裝該炮的海天號擱淺後，軍方就把該炮拆下，作為岸防炮使用。除了Q型外，還有名為S、U和W型的變異型號。該系列除了在英國本土生產外，意大利和日本获得可以自製變異型號的許可。

## 服役與型號

### S型
由於獲得研發許可，日本將S型修改成41型203毫米45倍徑艦炮（41型），並於1898年首次安裝在高砂號上，並於1902年開始生產。之後的U、W型都被日方歸類41型 。此外，S型火砲還裝備在阿根廷海軍和北洋艦隊的防護巡洋艦上。

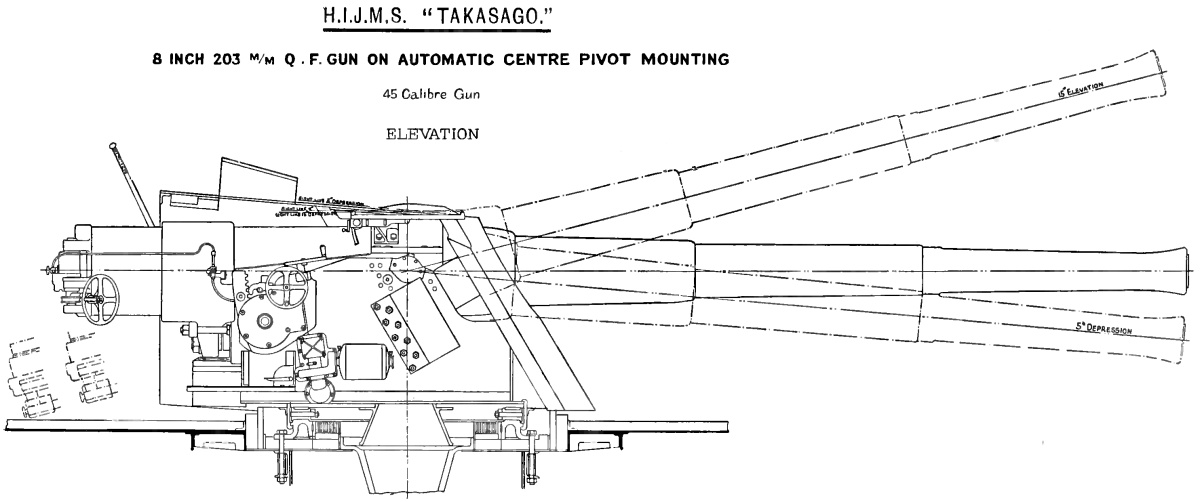
S型

#### 搭載艦船
- 布宜諾號（英语：ARA Buenos Aires (1895)）：由阿姆斯特朗泰恩河畔新堡分部為阿根廷海軍建造，1896年完工，單裝分布於艦艏與艦艉
- 海天級：由阿姆斯特朗為北洋艦隊建造，1897-1898年間完工，主炮配置、型號和艦體則參考布宜諾號[4]。
- 高砂號：由阿姆斯特朗為日本海軍建造，1898年完工。主炮是41型（S型改良版），配置同布宜諾號。
- 笠置級（日语：笠置型防護巡洋艦）：1898-1899年間完工，主炮配置、型號同高砂號，但是由美國為日本建造。

### U型
U型火砲裝備在日本和智利的防護巡洋艦和裝甲巡洋艦。

#### 搭載艦船
- 查卡布科號（英语：Chilean cruiser Chacabuco）：1902年完工，由阿姆斯特朗於為智利海軍建造。該級的四門U型艦砲分別安裝在前後的雙聯裝砲塔中。
- 淺間級（日语：浅間型装甲巡洋艦）：1899年完工，由阿姆斯特朗為日本帝國海軍建造。該級的四門U型艦砲分別安裝在前後的雙聯裝砲塔中。
- 出雲級（日语：出雲型装甲巡洋艦）：1900-1901年間完工，由阿姆斯特朗為日本帝國海軍建造，火炮配置同淺間級。
- 八雲號：由德國為日本帝國海軍建造，1900年完工，火炮配置同淺間級。
- 吾妻號：由法國為日本帝國海軍建造，1900年完工，火炮配置同淺間級。

### W型
1897年式203毫米45倍徑火炮（義大利文：Cannone da 203/45 Modello 1897）是從W型改良而來，並於1897年在阿姆斯壯授權後，由義大利波佐利的軍事工廠開始生產。1897年式火砲安裝在意大利為阿根廷海軍、義大利海軍、日本帝國海軍和西班牙海軍建造的軍艦。1897年式火炮後來在一戰期間被義軍用作攻城炮，並在二戰期間則多作為岸防炮。

#### 搭載艦船
- 朱塞佩·加里波底級（英语：Giuseppe_Garibaldi-class_cruiser）：1895-1903年間完工，由義大利自行建造，賣給西班牙（西班牙型）、阿根廷（阿根廷型）和日本（日本型）；另有3艘艦船給己國使用（自用型）。
  - 阿根廷型是配備四門W型艦砲，分別安裝在前後的雙聯裝砲塔中。
  - 自用型是一門10英吋炮（英语：EOC 10 inch 40 caliber）在艦艏，雙聯裝W型炮在艦艉。
  - 西班牙型的火炮配置同義大利己用型，但後來發現10英吋炮有缺陷，所以沒裝備該炮。
  - 原本還有兩艘船要給阿根廷，結果被日本投標拿走，日後稱為「 春日級」。該級旗艦的火炮配置同義大利己用型，但二號艦則是4門分裝在前後雙聯裝砲台。
- 鹰号：原屬俄軍，但日俄戰爭被日俘虜、改裝和改名成「石見號」 ，將位於艦體中段的12門雙聯裝152毫米炮改成6門單裝W型炮。
- 瑪格麗特皇后級：1904-1905年間完工，是義大利的前無畏艦，裝備4門W型炮在艦橋。
- 埃莉娜王后級：1907-1908年間完工，也是義大利的前無畏艦，配備6座雙聯裝W型炮，炮分布在艦體中段左右側，1側3座。

## 註解
1. 1 2 3 4 5 6  Friedman, Norman. . Seaforth. 2011-01-01. ISBN 9781848321007. OCLC 786178793.
2. 1 2 3  DiGiulian, Tony. . www.navweaps.com.   [2017-03-29]. （原始内容存档于2019-12-20） （英语）.
3. 1 2 3  DiGiulian, Tony. . www.navweaps.com.   [2017-03-29]. （原始内容存档于2023-03-20） （英语）.
4. 1 2  陳悅，第158頁.

## 資料來源
- Friedman, Norman. . Barnsley, South Yorkshire, UK: Seaforth. 2011. ISBN 978-1-84832-100-7.
- Gardiner, Robert; Gray, Randal (编). . Annapolis, Maryland: Naval Institute Press. 1985. ISBN 0-85177-245-5.
- 陳悅. . 濟南: 山東畫報出版社. 2012. ISBN 978-7-5474-0534-5.

## 外部連結
- http://www.navweaps.com/Weapons/WNIT_8-45_EOC.php （页面存档备份，存于）
- http://www.navweaps.com/Weapons/WNJAP_8-45_EOC.php （页面存档备份，存于）